# 埃纳梅尼勒
埃纳梅尼勒（法語：Hénaménil，法語發音：[enamenil]）是法国默尔特-摩泽尔省的一个市镇，属于吕内维尔区。

## 地理
埃纳梅尼勒（48°40'15"N, 6°33'31"E）面积14.21 平方千米，位于法国大東部大區默尔特-摩泽尔省，该省份为法国东北部内陆省份，是洛林的一部分，北邻比利时、卢森堡，北起顺时针与摩泽尔省、下莱茵省、孚日省和默兹省接壤。
与埃纳梅尼勒接壤的市镇（或旧市镇、城区）包括：巴泰莱蒙莱博泽蒙、博兹蒙、比尔、克里永、拉讷沃维尔欧布瓦、帕鲁瓦。

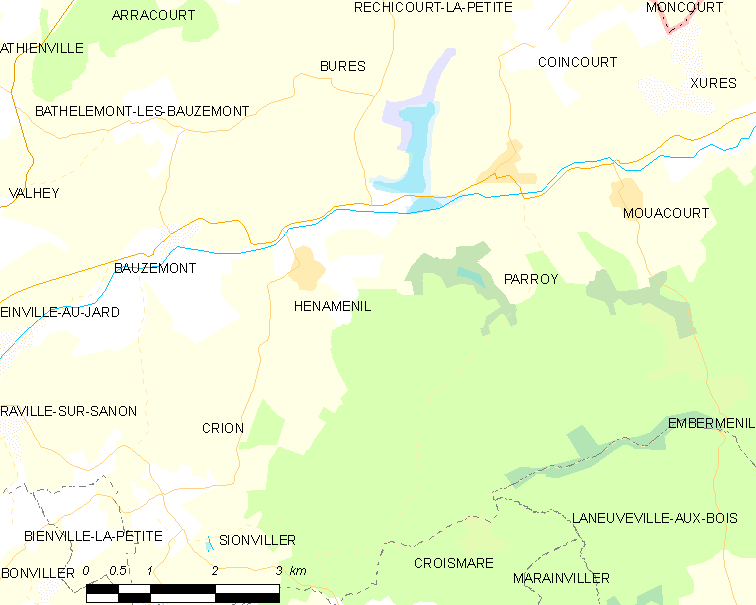
埃纳梅尼勒的OSM定位图

埃纳梅尼勒的时区为UTC+01:00、UTC+02:00（夏令时）。

## 行政
埃纳梅尼勒的邮政编码为54370，INSEE市镇编码为54258。

## 政治
埃纳梅尼勒所属的省级选区为吕内维尔第一县。

## 人口

1962-2008年间埃纳梅尼勒人口变化图示

埃纳梅尼勒于2022年1月1日时的人口数量为149人。